# Хаббард, Чарльз
Чарльз Р. Хаббард (англ. Charles R. Hubbard; 20 августа 1849, Цинциннати, Огайо — 28 марта 1923, Гамильтон, Огайо) — американский стрелок из лука, серебряный призёр летних Олимпийских игр 1904 года.
На Играх 1904 года в Сент-Луисе Хаббард участвовал в двух мужских дисциплинах. Он занял второе место в командном соревновании и выиграл серебряную медаль. Также он стал 11-м в двойном американском круге.